# تپه قلعه بویینی ۲
تپه قلعه بویینی ۲ مربوط به دوره ساسانیان - دوره اشکانیان است و در شهرستان میانه، بخش کندوان، دهستان گرمی شمالی، ۱/۵ کیلومتری جنوب روستای علی بیگلو واقع شده و این اثر در تاریخ ۲۷ اسفند ۱۳۸۶ با شمارهٔ ثبت ۲۲۷۲۳ به‌عنوان یکی از آثار ملی ایران به ثبت رسیده است.